# Angkuna Kulyuru
Angkuna Kulyuru es una artista originaria australiana. Es quizás más conocida por sus técnicas de batik y sus impresiones grabadas. También hace tramas, canastas, y esculturas esculpidas de madera (puṉu). Sus diseños de batik muestran el fluido, estilo abstracto que es distintivo a Ernabella Arts. Sin significados concretos a sus diseños, pero son inspirados en el entorno natural.
Nació en 1943, en Wamitjara, un área rocosa cercana al Kenmore Park (ahora Yunyarinyi). Esto es en el norte lejano de Australia del Sur, cerca la frontera con el Territorio Del norte. Su familia es de la nación Pitjantjatjara. Vivieron una vida tradicional en el arbustal, y luego se asentaron en Ernabella después de nacer Kulyuru. Cuando creció, Kulyuru empezó a trabajar en el Centro de oficios de la comunidad después de trabajara en la escuela. Empezó aprendiendo métodos de batik en los 1970s, y perteneció a Ernabella Artes' con una mayoría de prolíficos y bien conocidos artistas del batik. Kulyuru tiene nueve hijos. Y cinco también son artistas: Unurupa (1962), Amanda (1964), Karen (1969), Daisybell (1972) y Tjulyata (1978).
Sus trabajos han sido mostrados en muchas exposiciones desde los 1980s. Uno de sus primeros batik fue escogido como finalista para el Nacional Aborigen y Torres Strait Islander Premio de Arte en 1987. Y, fue comprado por el Museo y Galería de Arte del Territorio del Norte. Otros ejemplos de su trabajo están en la Galería Nacional de Victoria y el Museo Nacional de Australia. Una jarra hecha de hojas de palma se encuentra en el Museo británico.